# Sarzedo (Moimenta da Beira)
Sarzedo, ou Sarzêdo, é uma povoação portuguesa sede da Freguesia de Sarzedo do Município de Moimenta da Beira, freguesia com 8,52 km² de área e 154 habitantes (censo de 2021), tendo, por isso, uma densidade populacional de 18,1 hab./km².

## Demografia
A população registada nos censos foi:
| Distribuição da População por Grupos Etários | Distribuição da População por Grupos Etários | Distribuição da População por Grupos Etários | Distribuição da População por Grupos Etários | Distribuição da População por Grupos Etários |
| -------------------------------------------- | -------------------------------------------- | -------------------------------------------- | -------------------------------------------- | -------------------------------------------- |
| Ano                                          | 0-14 Anos                                    | 15-24 Anos                                   | 25-64 Anos                                   | > 65 Anos                                    |
| 2001                                         | 32                                           | 24                                           | 96                                           | 48                                           |
| 2011                                         | 15                                           | 19                                           | 79                                           | 49                                           |
| 2021                                         | 13                                           | 15                                           | 70                                           | 56                                           |

## Património
- Solar do Sarzedo ou Solar de São Domingos de Sarzedo;
- Igreja Matriz de Sarzedo;
- Capela de São Sebastião;
- Capela de São Lourenço;
- Capela de São Vicente;
- Capela de Santo António.